# 믹 밀
믹 밀 (Meek Mill, 본명: Robert Williams, 1987년 5월 6일 ~ )은 미국의 힙합 가수이다.